# Borgnäs kyrka
Borgnäs kyrka (finska: Pornaisten kirkko) är en luthersk kyrkobyggnad i Borgnäs kommun i det finländska landskapet Nyland. Byggnaden, som stod färdig 1924, är ritad av arkitekten Ilmari Launis. Kyrkan invigdes på Mikaelidagen den 5 oktober 1924.

## Historia och arkitektur
Kyrkan är byggd av granit från Jokimäki by i Borgnäs. Kyrkan hade en separat klockstapel, som uppfördes 1834, men brann ner år 1993. Endast klockstapelns stenfot står kvar. Kyrkans klocktorn har två kyrkklockor, varav den äldre klockan härstammar från 1731. För att finansiera kyrkklockan spann ortens kvinnor linne och använde pengarna från sitt arbete till att införskaffa kyrkklockan. Kyrkklockan är representerad i Borgnäs kommunvapen som består just av en kyrkklocka och två sländor.
Kyrkans mekaniska orgel tillverkades av Kangasala orgelfabrik och har 12 stämmor. Den nya orgeln granskades av kompositören och organisten Armas Maasalo. På kyrkans huvudingång finns Jesu ord "Minä olen maailman valo" (jag är världens ljus). Altartavlan har målats av Emil Rautala från Sääksmäki. Den donerades till kyrkan år 1936 av församlingsmedlemmar och Emil Aaltonen. Kyrkans takljuskronor är från Koivisto kyrka.